# Herbert Agricola
Herbert Agricola (* 7. Mai 1912 in Nürnberg; † 1998 in München) war ein deutscher Maler, Grafiker und Plakatkünstler.

## Leben
Nach seiner Lehre zum Dekorationsmaler studierte Agricola von 1930 bis 1934 an der Staatsschule für Angewandte Kunst in München. Seine Lehrer waren Fritz Helmuth Ehmcke und Erich Pretorius. Bis zum Jahr 1939 arbeitete er überwiegend als Gebrauchsgrafiker und entwarf u. a. Plakate. So malte er beispielsweise das Plakat für Die große Antibolschewistische Ausstellung 1937 in Berlin.
Ab 1940 arbeitete er im Zweiten Weltkrieg im Rang eines Obergefreiten (1942) als Kriegsmaler und gehörte zur Heeresgruppe Süd in Stalingrad (siehe auch: Schlacht von Stalingrad).
Nach dem Krieg lebte und arbeitete Agricola in München. Er verlagerte sich auf romantisierende Landschaften, Interieurs, Porträts und Akte, zunehmend auch abstrakte Kompositionen.

## Ausstellungen (Auswahl)
- 1942: Zeichnungen und Aquarelle von Kriegsmaler Obergefreiter Herbert Agricola, Heeresgruppe Süd, Stalingrad, im Zeughaus Berlin
- April 1974: Bilder und Grafiken, Gemeinschaftsausstellung mit Waldtraut Cooper und Marlies Jedelhauser, Ausstellungsraum Grohmann, München
- 9. Juli 2008 – 13. April 2009: Grafiken aus dem 2. Weltkrieg des Münchener Künstlers Herbert Agricola (1912–1998), Sonderausstellung im Bayerischen Armeemuseum, Neues Schloss, Ingolstadt

## Werke
- Überleben – was sonst? Als Maler durch den Zweiten Weltkrieg., München 1989 (Autobiografie).